# Morris Fishbein
Morris Fishbein (22 de julio de 1889 - 27 de septiembre de 1976) fue un médico estadounidense y editor del Journal of the American Medical Association (JAMA) de 1924 a 1950.
Fishbein es vilipendiado en la comunidad quiropráctica debido a su papel principal en la fundación y propagación de la campaña para suprimir y acabar con la quiropráctica como profesión debido a su base en prácticas pseudocientíficas.

## Publicaciones seleccionadas
- The Medical Follies (1925)
- The New Medical Follies (1927)
- Shattering Health Superstitions (1930)
- Fads and Quackery in Healing (1932)
- Frontiers of Medicine (1933)
- Your Diet and Your Health (1937)
- A History of the American Medical Association 1847 to 1947 (1947)
- Medical Writing: The Technic and the Art (1957)
- Morris Fishbein, M.D.: An Autobiography (1969)